# Czech Airlines
CSA Czech Airlines j.s.c. (in ceco ČSA České aerolinie, a.s., in passato conosciuta come Československé státní aerolinie), sigla CSA, è stata la compagnia aerea di bandiera della Repubblica Ceca. Aveva come hub principale l'aeroporto di Praga-Ruzyně in Repubblica Ceca.
Czech Airlines collegava Praga e altre città ceche alle maggiori città europee e trasportava passeggeri anche in Nord America, Asia, Medio Oriente e Nord Africa attraverso accordi di codeshare.
Il 26 ottobre 2024 ha terminato le operazioni di volo, rimanendo attiva dal giorno successivo solo come società di holding.

## Storia

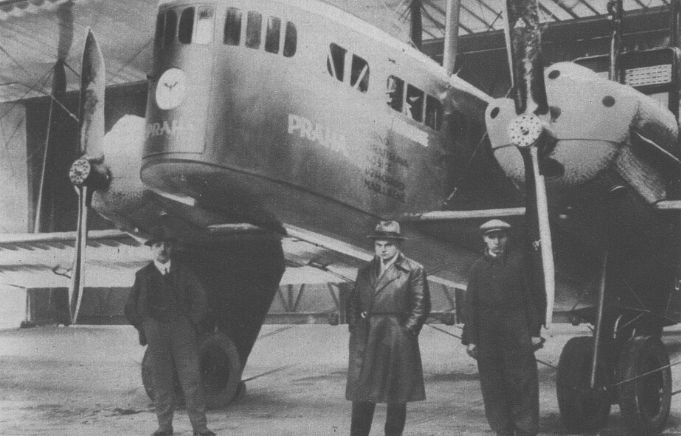
Il Farman F.60 Goliath Praha utilizzato dalla compagnia nei tardi anni venti.

Il precedente logo di Czech Airlines

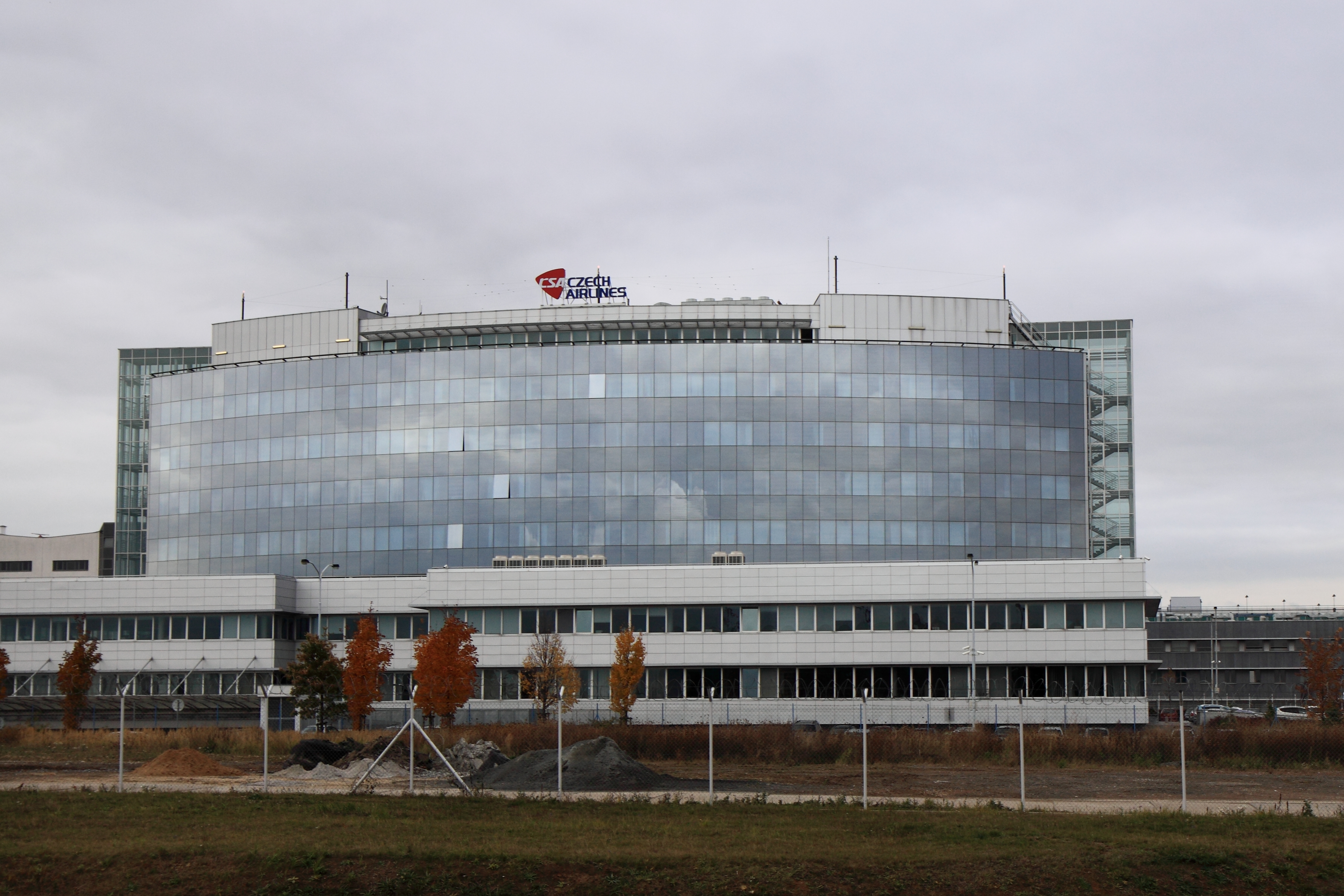
La sede di Czech Airlines

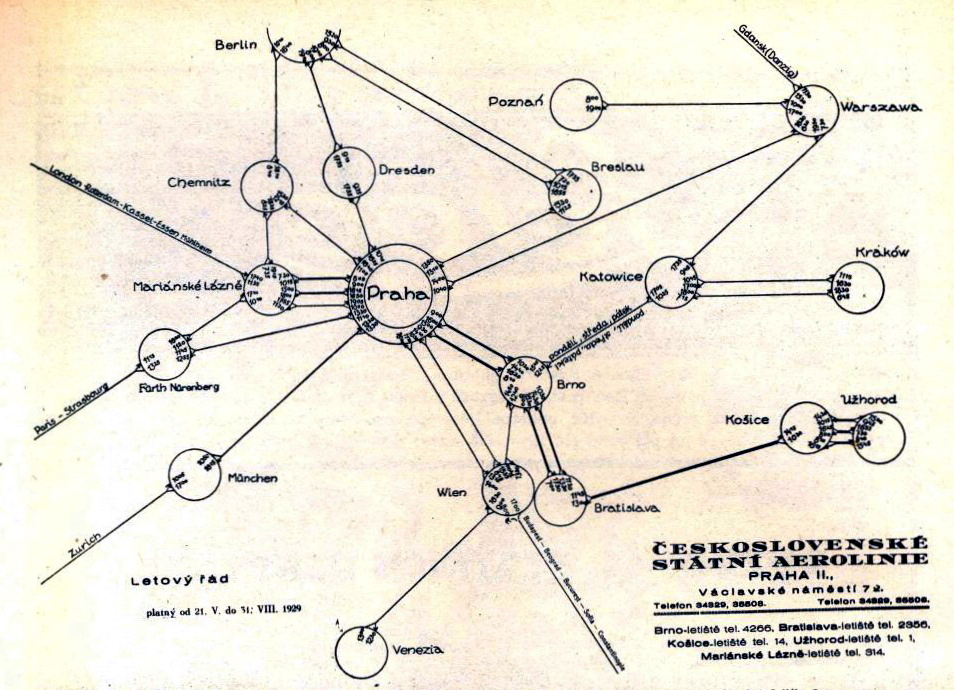
Il network ČSA nel 1929

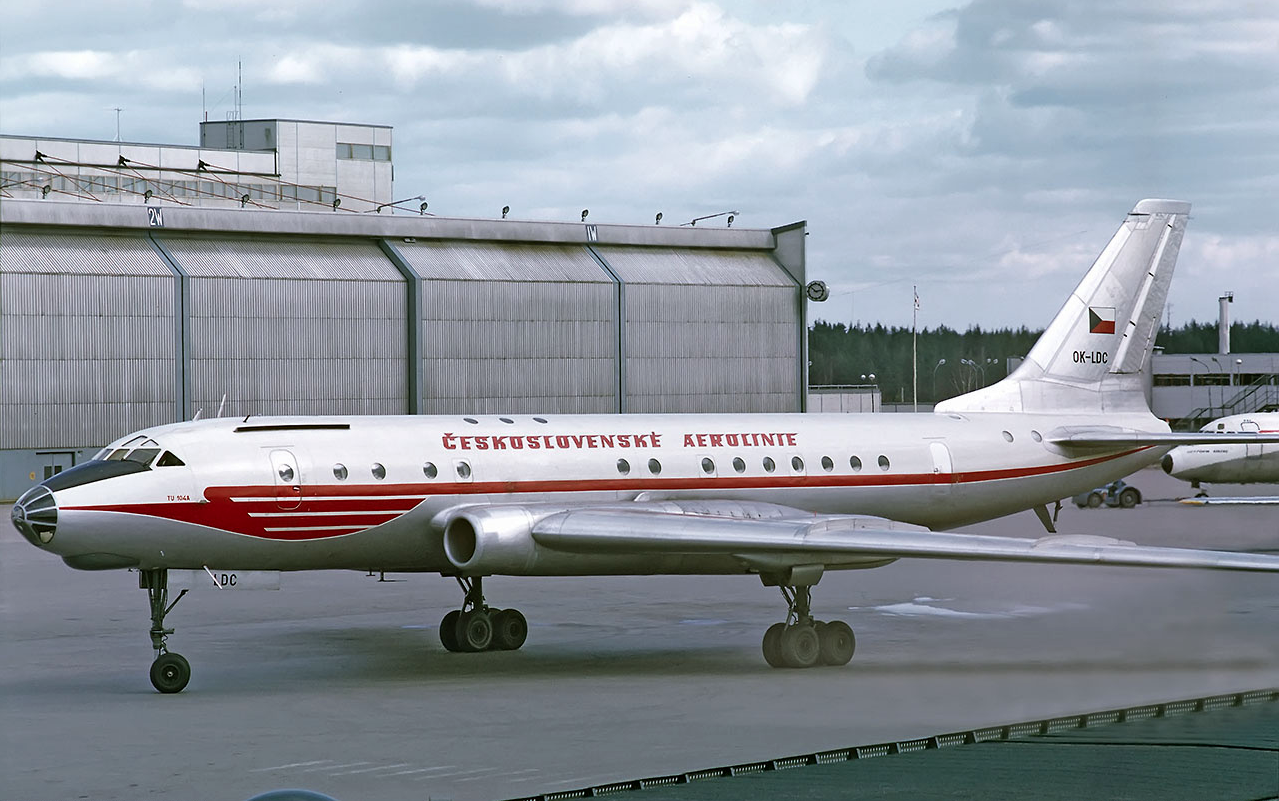
Un Tupolev Tu-104A

Fu fondata il 6 ottobre 1923 a Praga. Il primo volo di linea fu sulla tratta Praga - Bratislava, e venne effettuato il 29 ottobre 1923 con un Aero A-14 della casa produttrice ceca Aero Vodochody.
Nel 1929 entra a far parte della ATA: Air Transport Association (fondata nel 1919, predecessore della IATA).
Il 1º luglio 1930 effettua il primo volo internazionale da Praga a Zagabria con un Ford Trimotor 5AT.
A seguito dell'occupazione tedesca della Cecoslovacchia la compagnia cessa le sue operazioni il 15 marzo 1939, ritornando ad operare a seguito della seconda guerra mondiale il 14 settembre 1945 come unico vettore aereo cecoslovacco. La compagnia effettuò una graduale riattivazione dei collegamenti aerei negli anni successivi.
Nel 1947 apre al traffico intercontinentale con i voli per Il Cairo e Ankara.
Nel 1950, CSA è la prima compagnia nella storia a subire un triplo dirottamento.
Tre aerei della compagnia, in rotta verso Praga, furono dirottati su Erding, base statunitense nei pressi di Monaco di Baviera.
I tre aerei erano dei Douglas DC-3 Dakota decollati rispettivamente da Brno, Ostrava e Bratislava.
Nel dicembre del 1957 la compagnia acquista il suo primo jet, un Tupolev Tu-104A che inizia ad operare sulla linea Praga - Mosca, divenendo la seconda compagnia aerea nel mondo ad operare con i jet.
Nel 1991 la CSA acquista il primo velivolo europeo Airbus A310-300 e nel 1992 compra i primi Boeing 737-500 e ATR 72.
Nel 1997 vengono venduti o ritirati gli ultimi aeromobili sovietici per il passaggio a Boeing, Airbus e ATR, a seguito della rottura con la Russia data dalla dissoluzione della Cecoslovacchia.
Entra a far parte dell'alleanza SkyTeam il 18 ottobre 2000.
Nel settembre 2011 inizia a cooperare con Etihad Airways.
Nel dicembre 2012, in un progetto di privatizzazione della compagnia, lo stato Ceco avvia le discussioni con diverse compagnie. Tra le compagnie interessate all'acquisto figurano Korean Air e Qatar Airways. Il 13 marzo 2013 il Governo della Repubblica Ceca approva la vendita di 460.725 azioni della Czech Airlines, rappresentanti il 44% dell'azionariato della compagnia, alla Korean Air.
Dal 1º aprile 2013 CSA è sbarcata all'Aeroporto di Firenze-Peretola inaugurando un volo diretto per Praga.
Nell'aprile 2015 Smartwings ha acquistato il 34% delle azioni della compagnia, sulla quale Korean Air aveva un'opzione.
Il 6 ottobre 2017, Smartwings ha annunciato di aver raggiunto un accordo per l'acquisto del 44% delle azioni detenute da Korean Air. Inoltre Smartwings ha anche acquistato le azioni detenute da PRISKO, diventando così il maggior azionista della compagnia con il 97,735% delle azioni.
Nel 2017, Czech Airlines ha trasportato 2,7 milioni di passeggeri, con una crescita annua del 18,3%. Inoltre la compagnia nel 2017 ha effettuato 32.849 voli, con una media di 90 voli al giorno.
Nel 2019 CSA ha presentato un nuovo ordine con Airbus per rinnovare la propria flotta. Inizialmente consistente in 7 A320neo, è stato modificato in 4 A220-300 e 3 A321XLR. Tuttavia, ad agosto 2021 la compagnia ha cancellato l'ordine a causa delle difficoltà economiche, oltre a ritirare dal servizio tutti gli Airbus A319, Airbus A330 e ATR 72. Dall'estate 2022 la flotta è stata ridotta a soli 2 Airbus A320-200.
Il 6 ottobre 2023, CSA è diventata la quinta compagnia aerea nella storia a raggiungere i 100 anni di attività ininterrotta (dopo KLM, Avianca, Qantas e Aeroflot). Nel 2023 la compagnia ha presentato un piano di rilancio, che includeva un ordine per 4 Airbus A220-300 in leasing, con consegna prevista dall'ottobre 2024.
Ad agosto 2024, CSA ha annunciato la cessazione delle proprie operazioni per il successivo 26 ottobre. Dal giorno seguente, tutti i voli sono operati da Smartwings con i propri codici; CSA è inoltre uscita da SkyTeam ed ha chiuso il proprio programma fedeltà. Tuttavia, Smartwings ha continuato ad operare alcuni aerei in livrea CSA, inclusi gli Airbus A220 consegnati nei mesi successivi.

## Destinazioni
A settembre 2024 Czech Airlines serviva esclusivamente gli aeroporti di Madrid e Parigi-Charles de Gaulle, dal proprio hub di Praga.

### Accordi commerciali

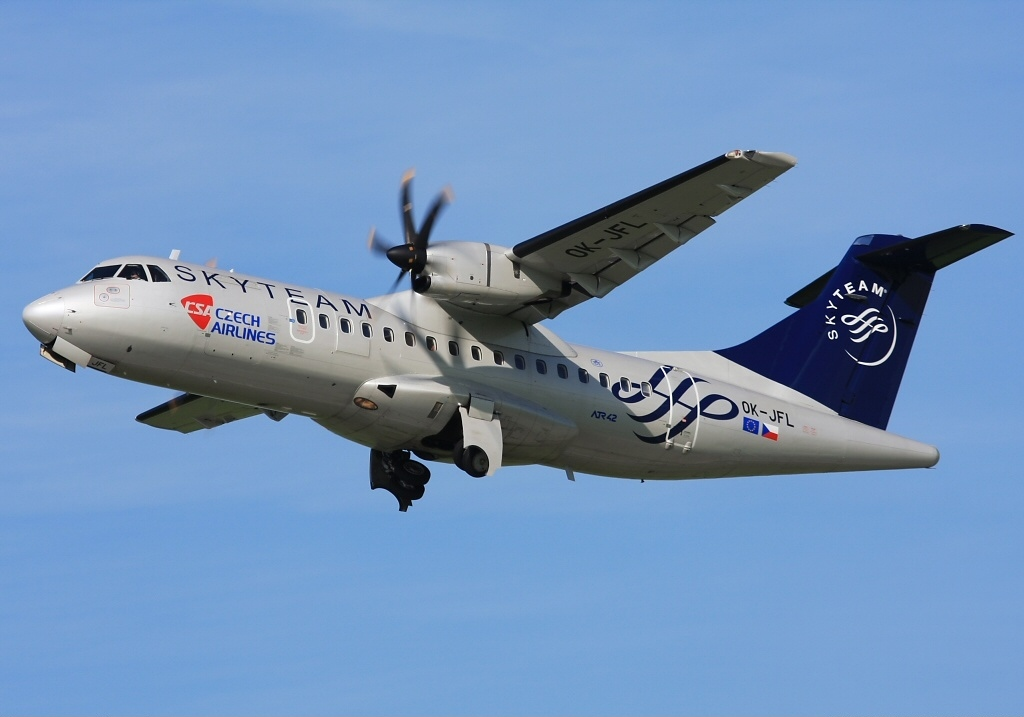
Un ATR 42 di Czech Airlines in livrea SkyTeam.

Al 2019, Czech Airlines ha siglato accordi di code sharing con le seguenti compagnie aeree:

| - Aeroflot - Aerolìneas Argentinas - Aeromexico - Air Europa | - Air France - Alitalia - China Airlines - China Eastern Airlines | - Delta Airlines - Garuda Indonesia - Kenya Airways - KLM | - Korean Air - MEA - Saudi Arabian Airlines - Tarom | - Vietnam Airlines - Xiamen Air - Etihad Airways |

### Alleanze
Dal 18 ottobre 2000 CSA è entrata a far parte di SkyTeam. Ha lasciato l'alleanza il 27 ottobre 2024.

## Flotta

### Flotta alla chiusura

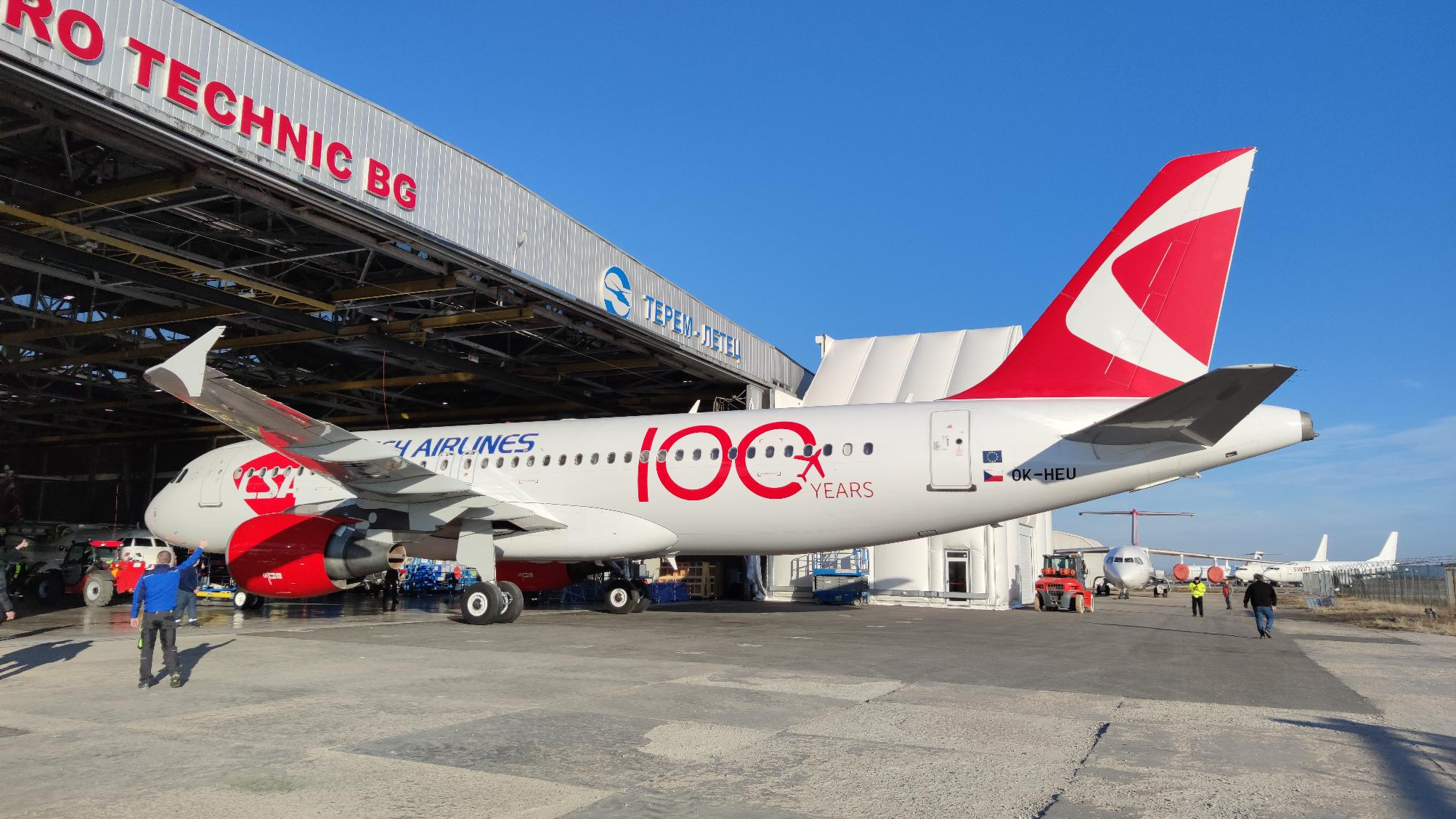
Un Airbus A320-200 con l'adesivo dei 100 anni.

A settembre 2024, la flotta di Czech Airlines comprendeva i seguenti aerei:

### Flotta storica

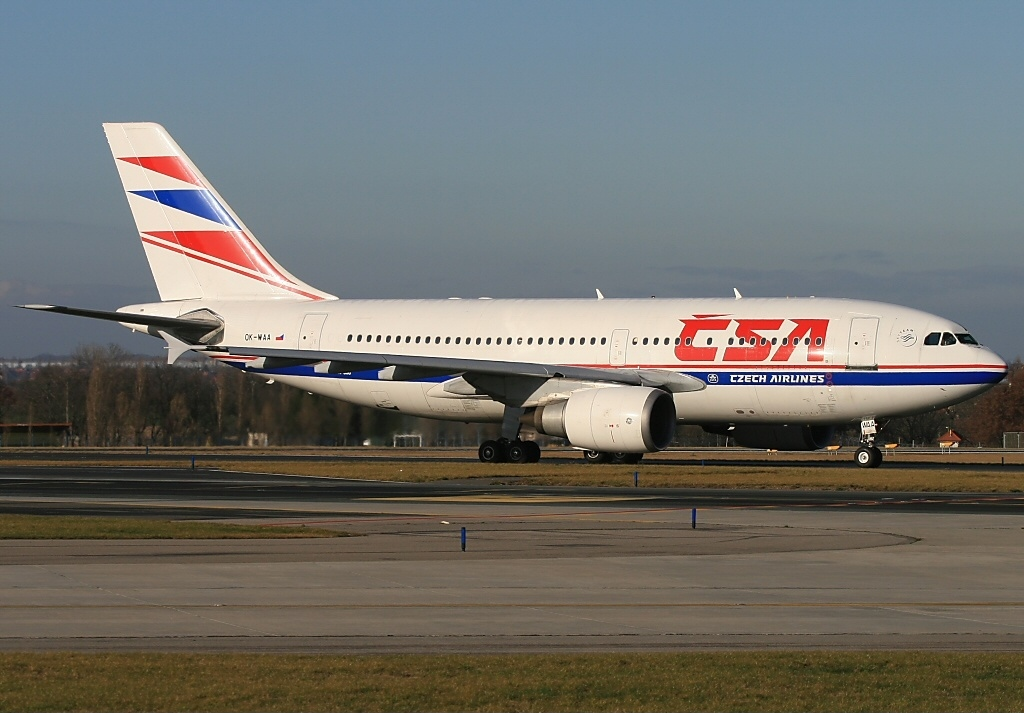
Un Airbus A310-300 nel 2007.

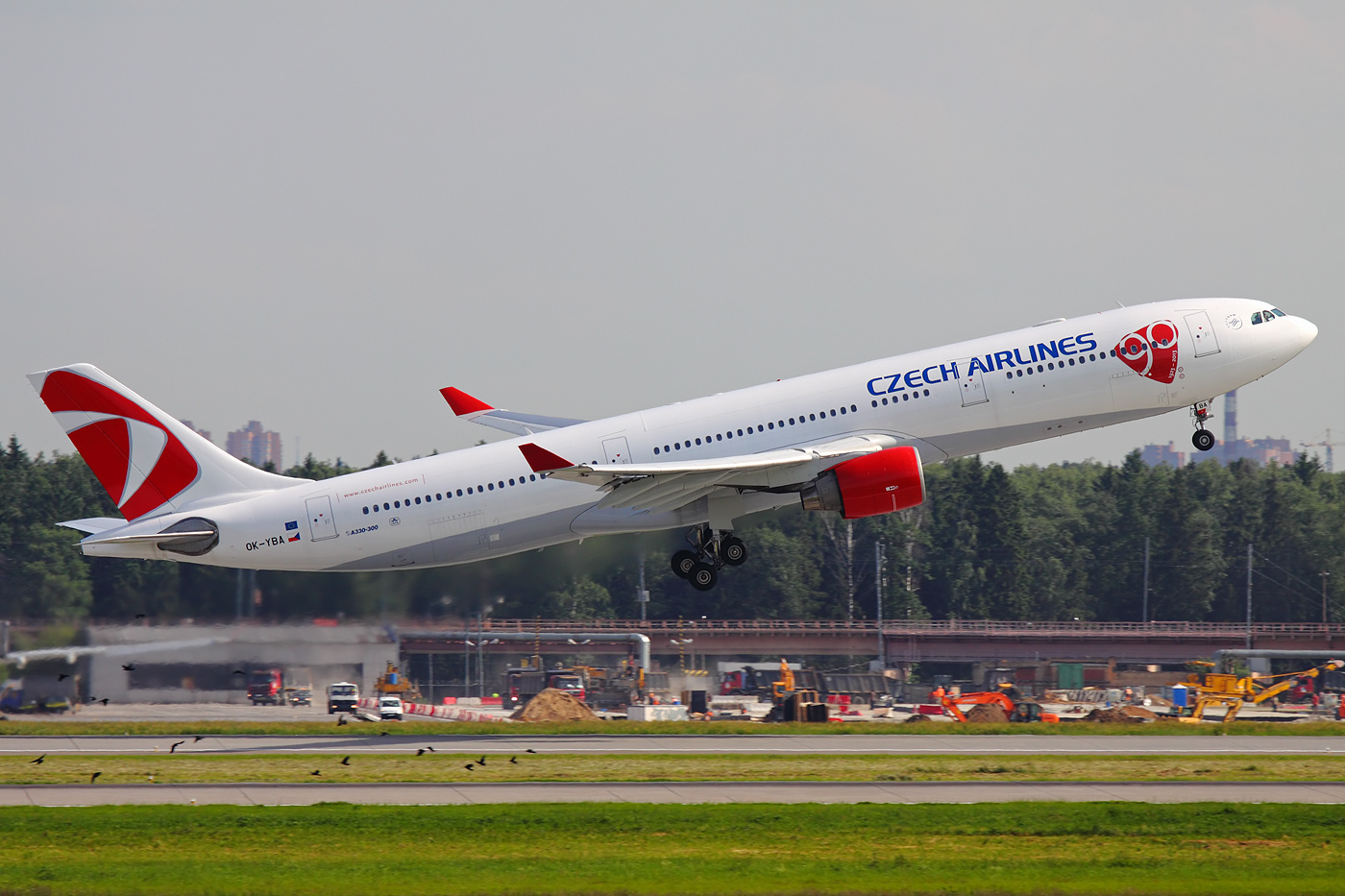
Un Airbus A330-300 nel 2013, con adesivo per i 90 anni della compagnia.

Un Boeing 737-400 nel 2003.

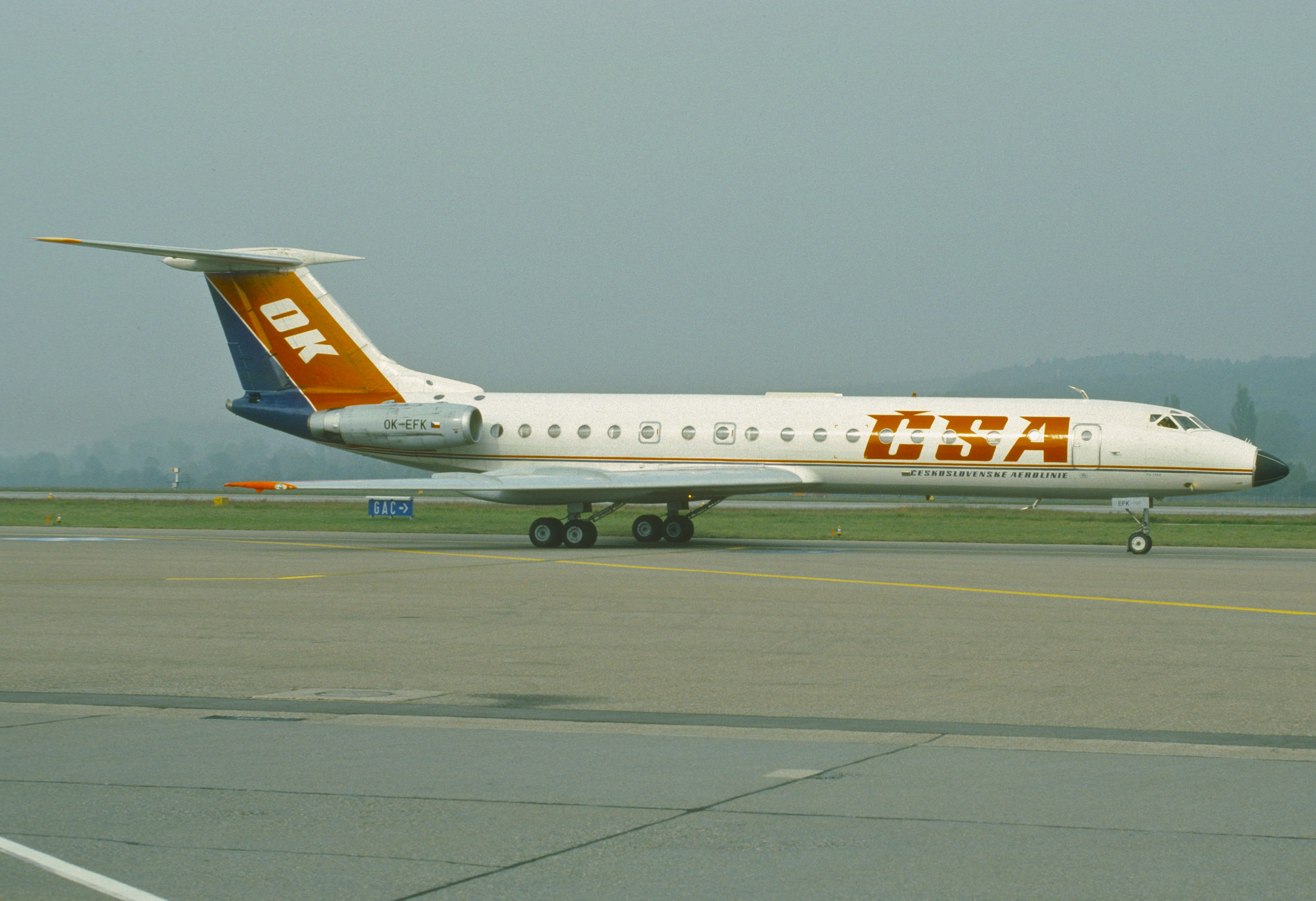
Un Tupolev Tu-134A nel 1991.

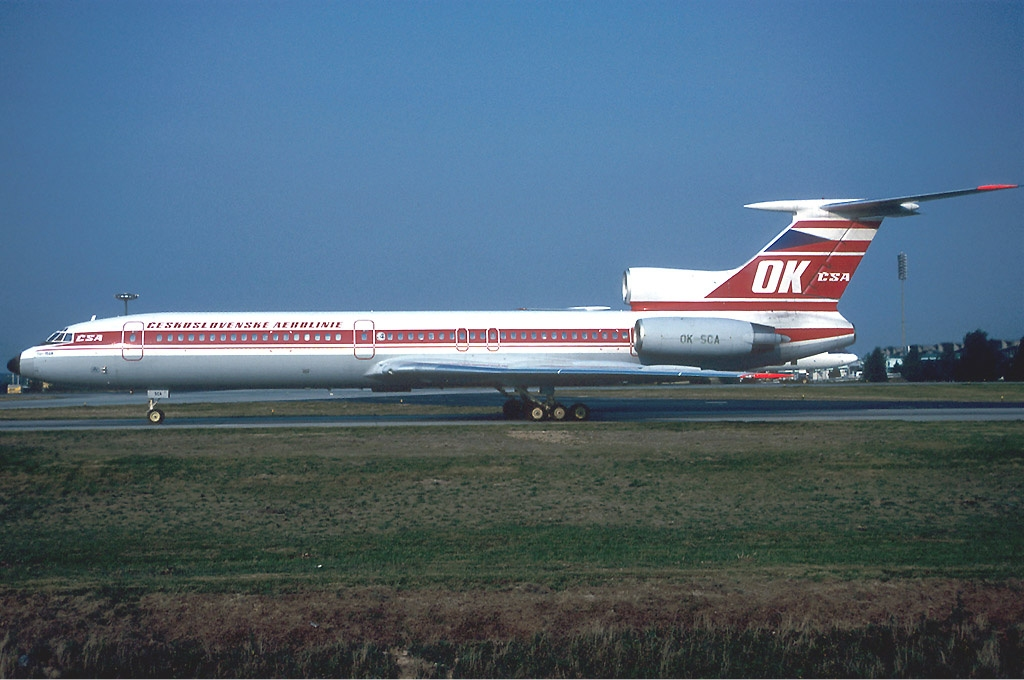
Un Tupolev Tu-154M nel 1990.

Nel corso degli anni, Czech Airlines ha operato complessivamente con i seguenti aeromobili:

## Riconoscimenti
La Czech Airlines è stata nominata migliore compagnia aerea sul mercato ceco nell'ambito dell'inchiesta organizzata dalla TTG Czech Republic (Travel Trade Gazette) negli anni 2004, 2005 e 2007.
La rivista statunitense Global Traveller l'ha insignita nel 2005 e nel 2006 con il titolo "Migliore compagnia aerea dell'Europa Orientale" (Annual GT Tested Awards).
CSA viene premiata per quattro anni di seguito (2004/2007) come miglior compagnia dell'Europa dell'Est dall'OAG (società aerea internazionale di Londra).